# Katastrofa lotu El Al 1862
Katastrofa lotu El Al 1862 – wydarzyła się 4 października 1992 roku w stolicy Holandii – Amsterdamie. Boeing 747-258F linii lotniczych El Al z 3-osobową załogą oraz jednym pasażerem, po oderwaniu się dwóch z czterech silników, rozbił się o budynek mieszkalny. Zginęły 43 osoby, w tym 39 osób na ziemi oraz 15 zostało rannych. Samolot leciał z Amsterdamu do Tel-Awiwu. To najgorsza katastrofa lotnicza w historii Holandii.

## Przebieg lotu

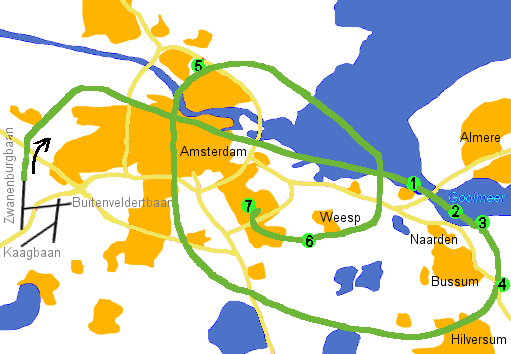
Przebieg lotu 4 października 1992:
1. Miejsce oderwania się silników 3 i 4
2. Miejsce upadku silników 3 i 4
3. Pilot po raz pierwszy nadaje sygnał "Mayday"
4. Pilot zgłasza pożar w silniku 3
5. Pilot zgłasza problemy z klapami
6. Całkowita utrata kontroli nad samolotem
7. Miejsce katastrofy

Samolot wystartował z lotniska Nowy Jork-JFK w Nowym Jorku i leciał na lotnisko Ben Gurion w Tel Awiwie z lądowaniem na lotnisku Amsterdam-Schiphol. Po lądowaniu na lotnisku w Amsterdamie i zatankowaniu, samolot miał ponownie wystartować o godzinie 17:20, jednak start przesunięto o godzinę. Samolot wystartował o godzinie 18:22. Po osiągnięciu wysokości ok. 2000 metrów silnik numer 3 oderwał się od mocowań i odpadając uderzył w silnik numer 4, który również się oderwał. Oderwane silniki spadły do zatoki.
Po oderwaniu się silników piloci postanowili zawrócić na lotnisko. Jednak podczas podchodzenia do lądowania piloci stracili kontrolę nad maszyną wysuwając klapy, które z powodu oderwania się silników (piloci nie mieli o tym pojęcia) wysunęły się tylko po jednej stronie. Samolot stracił siłę nośną i o godzinie 18:35 maszyna runęła na jedenastopiętrowy blok mieszkalny. Zginęły 43 osoby, w tym 39 osób na ziemi.
Przyczyną katastrofy było zmęczeniowe pęknięcie sworznia pylonu mocującego silnik do płata. Po raporcie komisji badającej katastrofę firma Boeing przeprojektowała sworznie, zwiększając ich wytrzymałość i ograniczającej ryzyko zmęczenia materiału. Nowe sworznie zostały zamontowane sukcesywnie we wszystkich latających maszynach.

## Konsekwencje katastrofy
Samolot przewoził owoce, perfumy i części komputerów. Jednak po katastrofie podano, że jednym z ładunków było 190 litrów (około 218,5 kg) metylofosfonianu dimetylu (DMMP), który jest używany jako uniepalniacz i plastyfikator. Innym zastosowaniem DMMP może być synteza gazu bojowego – sarinu. DMMP jest substancją podwójnego zastosowania i jako taki jest wymieniony w załączniku drugim do Konwencji o zakazie broni chemicznej. 
Samolot, który uległ katastrofie był wyposażony w balast z 282 kg zubożonego uranu. Część balastu uległa rozproszeniu podczas katastrofy i zapłonowi w trakcie pożaru, będącego następstwem zdarzenia. Spowodowało to rezygnację ze stosowania w nowych samolotach balastu uranowego i zastąpieniu go balastem kadmowym lub ołowianym.